# Grada (náutica)

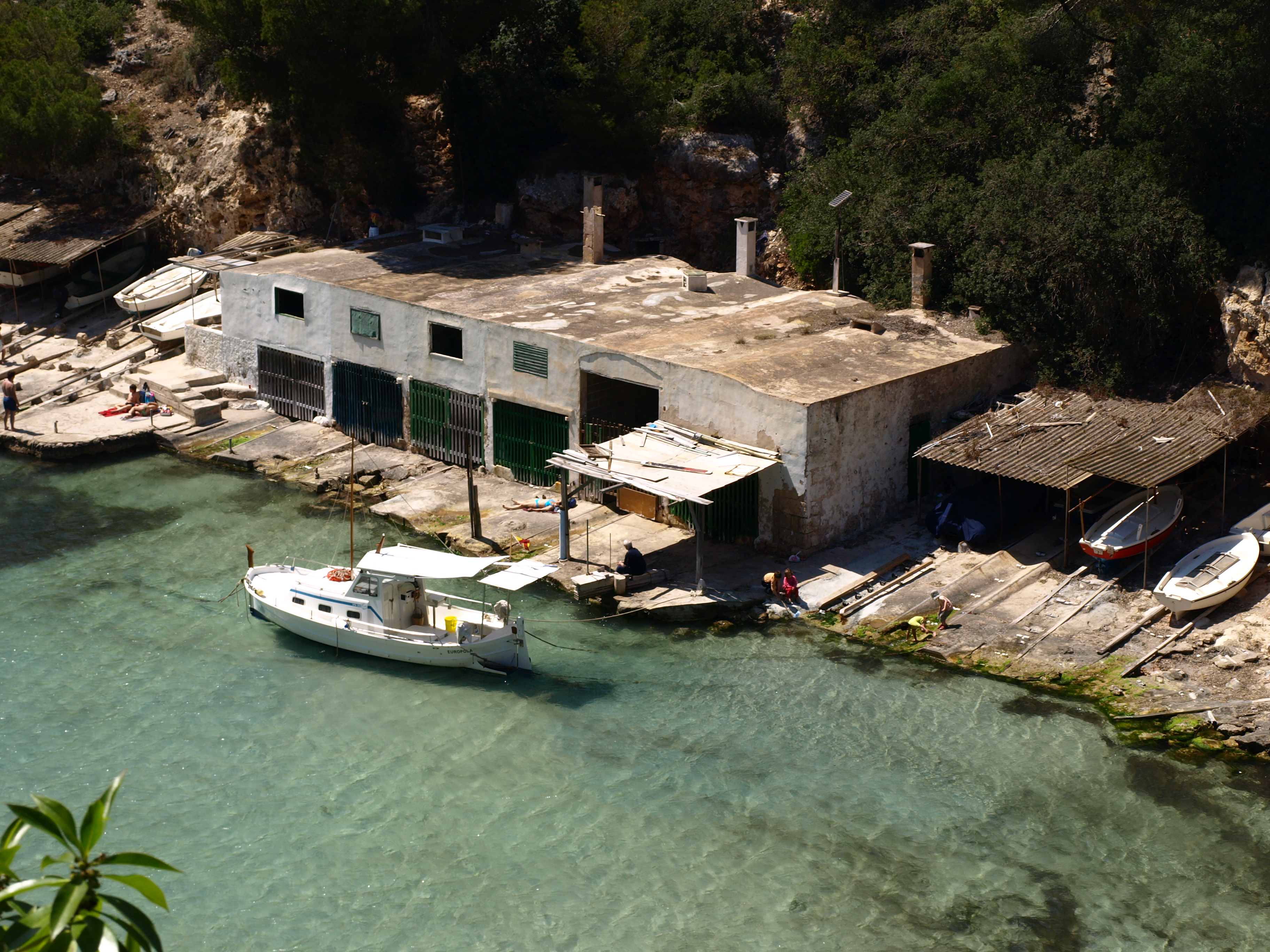
Una grada en Cala Pi, en la costa de Llucmajor, Mallorca

En náutica, la grada es la instalación a orillas del mar o río dispuesta para la construcción de buques de gran tonelaje.
La grada propiamente dicha es un plano con pendiente hacia el agua sobre el cual se enrama el esqueleto del barco y pone el forro que constituye el vaso estanco. 
Destinadas en ocasiones a sostener durante mucho tiempo el peso de un buque, conviene que ofrezcan gran solidez, con cuyo objeto se establecen las gradas sobre profundos cimientos. A ser posible, su plan debe estar formado de mampostería o de hormigón. 
Anexos a toda grada hay talleres destinados a la confección de las partes integrantes del casco, como son las cuadernas, vagras, baos, planchas de forro, etc. Como complemento de toda grada de importancia existe una sala de trazado o gálibo.

## Condiciones del establecimiento de una grada

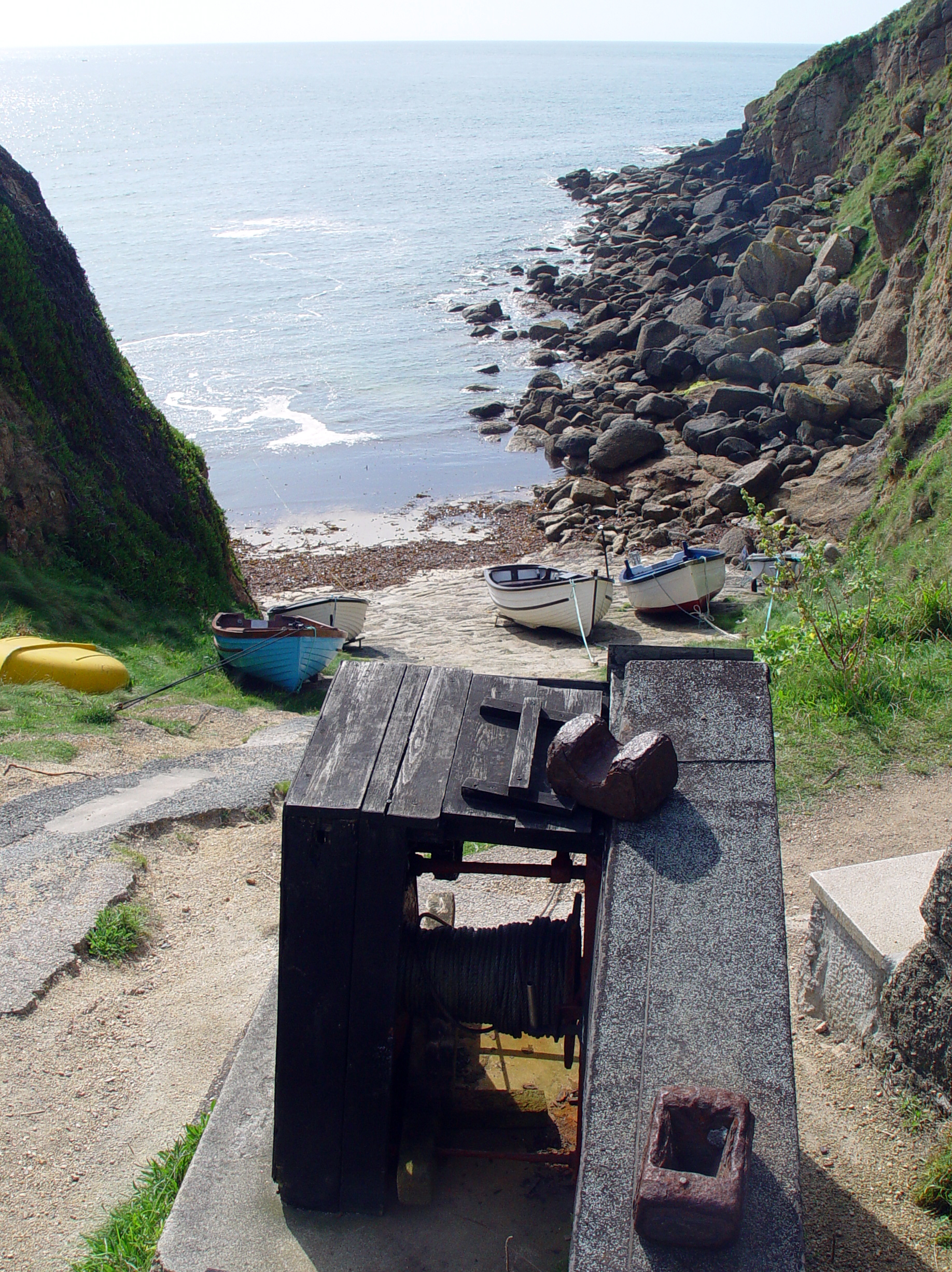
Una grada con cabrestante en Porthgwarra, Cornualles, Reino Unido.

Su plan o suelo en que se apoya el casco debe presentar toda garantía de indeformabilidad, por medio de los picaderos y escoras. De no suceder esto y bajar el terreno por hundimiento en unos puntos respecto a otros, pueden producirse deformaciones o roturas del casco. Además, hay un momento durante la botadura, aquel en el que el buque inicia el giro alrededor del talón de la roda, en que la presión por cm² puede pasar de 1000 kilogramos (en realidad kilogramos-fuerza o kilopondios), presión capaz de deformar un terreno no construido en condiciones especiales.
La orientación de la grada depende del sistema de lanzamiento que se vaya a utilizar. Como este se efectúa en la inmensa mayoría de los casos dejando deslizar el casco en el sentido de un plano diametral, el eje de la grada es perpendicular a la dirección de la orilla. Sólo en casos poco frecuentes, cuando la botadura tiene lugar por deslizamiento transversal, dicho eje es paralelo a la orilla.
El lanzamiento impone un declive del plan de la grada hacia el agua.La inclinación mínima de esta pendiente está dada por la desigualdad 
P (sin α — f cos α) > 0, en la que P = desplazamiento, α = inclinación de la grada, f = coeficiente de rozamiento. El valor de f que se toma corrientemente es 36/10009, lo que da un valor para α de 1º—52', es decir, una pendiente de 45 mm por metro. Por otra parte, el valor de la fuerza impulsiva P (sin α — f cos α) aumenta con α, lo cual denota que desde el punto de vista de la botadura conviene que α sea grande, Otras razones limitan, sin embargo, el valor de la inclinación. Son éstas: que el esfuerzo del talón de la roda sobre la grada en el pivoteamiento del casco crece con la pendiente y que los declives naturales del terreno sean inferiores a 1/20. Aumentar artificialmente esta inclinación es por de pronto poco económico, pero además ofrece serios inconvenientes. Hay dos formas de aumentar el declive: arrancar del mar e ir subiendo el plan hasta la cabeza de la grada, o viceversa, partir de la cabeza e ir bajando el suelo hasta el mar. En el primer caso se levanta la grada en su cabeza, y so pena de ensancharla en esta parte, se tropieza con grandes dificultades para sostener las piezas de proa mientras se enraman. En el segundo, el pie de la grada queda sumergido y obliga a formar en sitio conveniente un dique de contención que hay que demoler a cada botadura. No hay, pues, ventajas reales en exagerar la pendiente más allá de un valor que asegure, sin lugar a dudas, el lanzamiento, tanto más cuanto que el apuntalado del buque es tanto más fácil cuanto menor es la inclinación; 1/15 es el límite superior que se halla en la práctica para gradas longitudinales. En las transversales varía de 1/7 a 1/10.
La elección del emplazamiento de la grada no es siempre fácil. Se sujeta a varias condiciones, entre las cuales descuella, como de importancia capital, la de que delante de la grada haya un espacio de mar libre suficiente para la botadura. Si esta ha de ser según la longitud del buque es preciso que ese espacio sea de dos veces la eslora al menos para lanzar con retenidas. Conviene que los talleres anexos a la grada puedan instalarse lo más cerca posible, a fin de economizar los gastos de transporte.

## Dimensiones de las gradas

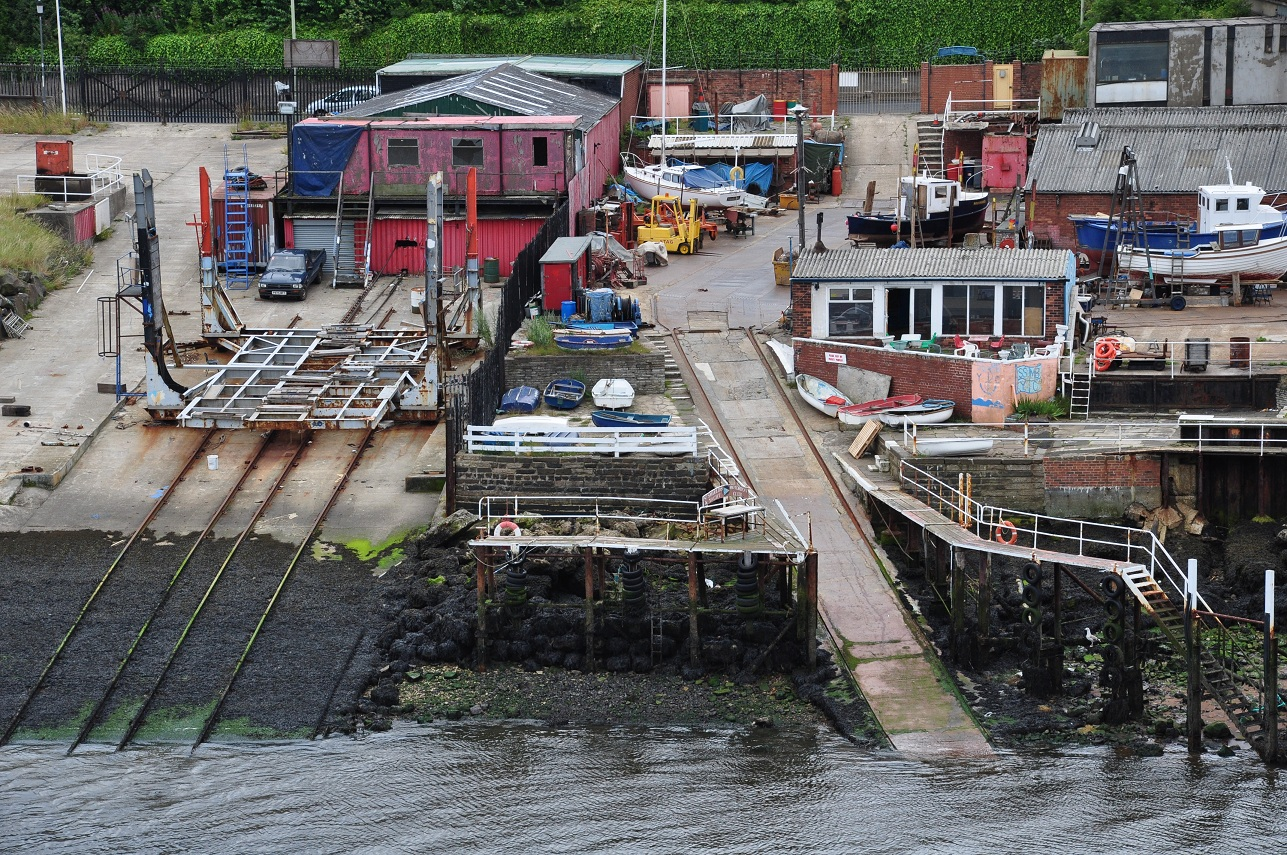
Una grada en el puerto de South Shields, Tyne and Wear, Inglaterra

Una grada cualquiera longitudinal está dividida en dos partes: una, la grada propiamente dicha, que es la que en marea alta no queda bañada por las aguas, y otra, que recibe el nombre de antegrada, que es una prolongación de la anterior que está sumergida. La primera es la que sirve para la construcción de los buques y la segunda es la que hace posible el lanzamiento. Mientras que el casco que se lanza no está en la flotación correspondiente a su peso, debe de apoyarse en la antegrada y esta condición es la que fija la longitud total de la grada. Si es c el calado a proa con que ha de quedar flotando libremente el buque que más cale de los previstos, la extremidad de la antegrada ha de distar de la línea en que la superficie del agua la corta una longitud al menos igual a c/θ, a fin de que no haya «saludo» en la botadura.
Si los barcos que se van a botar son largos y finos es preciso que la longitud de la antegrada cumpla, al menos, la condición siguiente: que empiece el pivoteamiento del buque antes de que su centro de gravedad haya pasado por el plano vertical de la arista límite de la antegrada. De no ser así, el casco basculará alrededor de dicha arista con la consecuente exposición a graves averías. El ancho de la grada depende de la mayor o menor resistencia del terreno así como del sistema de lanzamiento. Cuanto más anchura tenga el plan será menor la presión, es decir, la fuerza ejercida por unidad de superficie. En general, el ancho mínimo que se acepta es la mitad de la manga máxima del buque que la tenga mayor de los previstos.

## Construcción del plan de una grada
Las gradas se hacen de madera o de piedra. Las primeras son menos costosas que las últimas.
Cuando la grada se destina a la construcción de cascos que caen al agua con poco peso, de ordinario se prescinde de toda cimentación, aunque el terreno no ofrezca gran solidez, y el plan se hace de madera. Este está constituido por una serie de planos alternados de largueros y traviesas, formando emparrillados, (sujetos entre sí por medio de cabillas de madera), que han sido preparados de antemano sobre el emplazamiento de la grada. Los largueros se ponen a lo largo de la grada y las traviesas en dirección perpendicular, y cuyo número es proporcional a la resistencia del suelo. Encima de unos y otras se colocan sucesiva y alternativamente varias capas iguales, de manera que formen la pendiente deseada, para lo cual se va disminuyendo progresivamente la longitud de los largueros y el número de traviesas.
Para construcciones más importantes se hacen las gradas labrándolas en la roca viva o cimentándolas si el terreno no ofrece la necesaria resistencia. En el eje de la grada se hincan tres pilotes destinados a dar rigidez al apoyo de los picaderos; a un lado y a otro se hunden otras cuatro. Las cabezas de todos los pilotes se reúnen por un emparrillado de traviesas y largueros que se aprisionan en un macizo de hormigón, sobre el cual se apoya otro de mampostería recubierto de un forro de sillares. En algunos casos se suprimen los pilotes, pero no el emparrillado. La forma del plan es rectangular. En otros tiempos, lo contorneaba una gradería, cuyos escalones, llamados banquetas, se prestaba a un fácil apuntalado del casco. En sentido perpendicular al eje de la grada, de trecho en trecho y fuertemente incrustadas en los sillares del foro, van unas tosas de roble de una escuadría que oscila entre 40 x 40 y 50 x 50 cm²; distan entre sí igualmente de 1,5 a 2 metros. Se llaman madres, y  algunos las denominan cuerpos muertos. Sobre ellos descansan y afirman los picaderosy escoras.
Las gradas de piedra por su gran solidez y duración se han hecho muy comunes, especialmente en los arsenales militares y en astilleros o factorías de construcción naval de alguna importancia.